# Formignana
Formignana ist eine Fraktion der italienischen Gemeinde (comune) Tresignana in der Provinz Ferrara, Region Emilia-Romagna.

## Geografie
Der Ort liegt etwa 19 Kilometer östlich von Ferrara in der Po-Ebene auf der orographisch linken Seite des Po di Volano, einem Nebenarm des Po.

## Geschichte
Formignana wurde erstmals 870 in einem Dokument des Papstes Hadrian II. erwähnt. Bis 1908 war Formignana Teil der Nachbargemeinde Copparo. 1961 wurde der Ortsteil Tresigallo zu einer eigenständigen Gemeinde erhoben.
Am 1. Januar 2019 schloss sich Formignana mit der Nachbargemeinde Tresigallo zur neuen Gemeinde Tresignana zusammen. Zum ehemaligen Gemeindegebiet gehörte auch der Ortsteil Brazzolo.